# 판타그램
판타그램(Phantagram)은 대한민국에 본사를 둔 비디오 게임 개발 스튜디오이다. 이 회사는 킹덤 언더 파이어 게임 시리즈로 알려져 있다. 판타그램은 Q 엔터테인먼트와 함께 엑스박스 360용 판타지/전략 액션 게임인 나인티 나인 나이츠를 공동 개발했다. 이 회사는 겐키가 개발한 엑스박스용 팬텀 크래시를 출시했다.

## 역사
판타그램은 1994년 십대 학생들 그룹에 의해 설립되었다. 그들은 1997년부터 주로 인기 있는 MSX 컴퓨터용으로 더블 드래곤과 TDS와 같은 비디오 게임을 개발했다. 1990년대 중반, 이 회사는 한국의 1세대 개발사가 되었다.
2000년 새로운 슬로건 아래, 판타그램은 첫 게임인 킹덤 언더 파이어: 워 오브 히어로즈를 출시했다. 이 게임은 한국을 포함하여 전 세계적으로 성공을 거두었다. 이후 시리즈가 제작되었다.
판타그램은 2010년 블루사이드에 인수되었다.

## 출시된 게임
- PC
  - 킹덤 언더 파이어: 워 오브 히어로즈
  - 블레이드 워리어
  - 포가튼 사가
  - 지클런트
  - 샤이닝 로어 온라인
- 엑스박스
  - 킹덤 언더 파이어: 더 크루세이더
  - 킹덤 언더 파이어: 히어로즈
  - 팬텀 크래시
- 엑스박스 360
  - 나인티 나인 나이츠 (N3)